# ريمون بيلي
ريمون بيلي (بالإنجليزية: Raymond Bailey)‏ (و. 1904 – 1980 م) هو ممثل من الولايات المتحدة الأمريكية ولد في سان فرانسيسكو.

## روابط خارجية
- ريمون بيلي على موقع IMDb (الإنجليزية)
- ريمون بيلي على موقع ألو سيني (الفرنسية)
- ريمون بيلي على موقع ميوزك برينز (الإنجليزية)
- ريمون بيلي على موقع تيرنر كلاسيك موفيز (الإنجليزية)
- ريمون بيلي على موقع أول موفي (الإنجليزية)
- ريمون بيلي على موقع قاعدة بيانات برودواي على الإنترنت (الإنجليزية)
- ريمون بيلي على موقع قاعدة بيانات الأفلام السويدية (السويدية)
- ريمون بيلي على موقع إن إن دي بي (الإنجليزية)
- ريمون بيلي على موقع ديسكوغز (الإنجليزية)
- ريمون بيلي على موقع قاعدة بيانات الفيلم (الإنجليزية)